# Nguyễn Thị Thanh Sơn
Nguyễn Thị Thanh Sơn (sinh 1949) là đại biểu Quốc hội Việt Nam khóa X. Bà thuộc đoàn đại biểu Gia Lai.
Tên thường gọi: Nguyễn Thị Thanh Sơn
Ngày sinh: 2/5/1949
Giới tính: Nữ
Dân tộc: Kinh
Tôn giáo: Không
Quê quán: Xã Nghĩa Thắng, huyện Tư Nghĩa, Quảng Ngãi
Trình độ chuyên môn: Cử nhân Luật,
Nghề nghiệp, chức vụ: Chánh án TAND tỉnh Gia Lai, Ủy viên Ủy ban pháp luật của Quốc hội
Nơi làm việc: TAND tỉnh Gia Lai.
Nơi ứng cử: Gia Lai
Đại biểu Quốc hội khoá: X
Đại biểu chuyên trách: Không
Đại biểu Hội đồng Nhân dân: Không